# Ivanka pri Dunaji
Ivanka pri Dunaji este o comună slovacă, aflată în districtul Senec din regiunea Bratislava. Localitatea se află la altitudinea de 130 m deasupra n.m., se întinde pe o suprafață de 14,258 km2 și în 2015 număra 6.384 de locuitori. 

## Istoric
Localitatea Ivanka pri Dunaji este atestată documentar din 1209.

## Demografie
| An:                | 1994 | 2004    | 2014    | 2024    |
| ------------------ | ---- | ------- | ------- | ------- |
| Număr de persoane: | 4589 | 5402    | 6245    | 7247    |
| Diferență:         |      | +17,71% | +15,60% | +16,04% |

| An:                | 2023 | 2024   |
| ------------------ | ---- | ------ |
| Număr de persoane: | 7172 | 7247   |
| Diferență:         |      | +1,04% |